# Mikael IV
Mikael IV Paflagoniern (grekiska: Μιχαήλ Δ΄ Παφλαγών), född 1010, död 1041, var bysantinsk kejsare 1034-1041. 
Han kallades under Romanos III till Konstantinopel av sin bror hovchefen, eunucken Johannes och lyckades vinna den beryktade kejsarinnan Zoës gunst; hon lät förgifta sin man Romanos III, gifte sig med sin unge kammarherre och upphöjde honom på tronen. Mikael, som var sjuklig och led av epilepsi, lät sin bror Johannes styra, vilket han gjorde med framgång. Krigsväsendet och finanserna reformerades. Edessa, den fasta gränsfästningen i Syrien, undsattes. Mikaels fältherre Georgios Maniakes lyckades nästan helt och hållet befria Sicilien från saracenerna, men besegrades av normanderna i södra Italien (1041). Serberna försökte fåfängt göra uppror; bulgarer och slaver slogs tillbaka genom ett lysande fälttåg, som den svage kejsaren själv kort före sin död ledde.